# Tems
Temilade Openiyi, plus connue sous son nom de scène Tems, est une chanteuse et compositrice nigériane, née le 11 juin 1995 à Lagos, plusieurs fois distinguée aux Grammy Awards dans les années 2020.

## Biographie

### Enfance
De père britannico-nigérian et de mère nigériane, Tems a vu le jour le 11 juin 1995,. Peu après sa naissance, ses parents quittent le Nigéria pour s'installer au Royaume-Uni. À l'âge de 5 ans elle revient au Nigéria après le divorce de ses parents. À son retour, elle a vécu avec sa mère à Lagos, à Lekki et puis dans la ville de Ajah. Dès son jeune âge, elle se fait remarquer par ses aptitudes en musique. Elle joue du piano et chante avec son frère qui l'accompagne à la guitare.

### Carrière
C'est en 2019 que Tems se fait connaitre avec son single try me qui devient très vite un grand succès musical. L'année d'après, le chanteur américain Khalid fait appel à elle accompagné de Davido sur son titre Know Your Worth. Cette même année, après la sortie de son EP Broken Ears, le titre Damages devient un succès musical. Un peu plus tard, elle collabore avec Wizkid sur le titre Essence. Cette collaboration lui vaut de figurer sur le BBC 1Xtra Airplay Chart et de connaitre la première entrée de sa carrière au Billboard Hot 100.
En septembre 2021, le chanteur canadien Drake l'annonce sur son nouvel album Certified Lover Boy. Cela lui vaudra de figurer pour la deuxième fois au Billboard Hot 100,. Le 15 septembre 2021, Tems a sorti son deuxième Extended play intitulé If Orange Was A Place, soutenu par le single Crazy Tings,'.
En juin 2022, Tems a remporté le prix des BET Awards, Dans la catégorie de Meilleur artiste international. La même année elle participe à la bande originale de la bande annonce de Black Panther: Wakanda Forever en reprenant le titre de Bob Marley, No Woman, No Cry.
En février 2023, Tems rentre dans l’histoire en devenant la première artiste féminine nigériane à remporter un Grammy. Le 2 février 2025, le prix de la meilleure performance musicale africaine lui est attribuée lors de la 67ᵉ cérémonie des Grammy Awards.

## Discographie

### Albums
- 2024 : Born in the Wild

### EP
- 2020 : For Broken Ears
- 2021 : If Orange Was a Place [15],[7],[16]

### Singles
- 2018 : Mr Rebel
- 2019 : Try me
- 2019 : Looku Looku et Try me
- 2020 : These days
- 2020 : Damages
- 2020 : Higher
- 2020 : Free Mind
- 2021: Found
- 2021: Crazy Tings
- 2023 : Me & U[17]
- 2023 : Not an angel
- 2024 : Love Me JeJe
- 2024 : Gangsta
- 2024 : Burning
- 2024 : Turn Me Up
- 2025 : Boy O Boy

### Collaborations
- 2020 : Know You Worth de Khalid feat Davido
- 2020 : Essence de Wizkid
- 2021 : Essence de Wizkid (remix feat Justin Bieber)
- 2021 : Fountains de Drake
- 2022 : WAIT FOR YOU de Future feat Drake
- 2024 : No.1 de Tyla